# 特利米特冰川
77°48′S 160°12′E / 77.800°S 160.200°E
特利米特冰川（英語：Telemeter Glacier），是南極洲的冰川，位於維多利亞地的斯科特海岸，處於法爾曼冰川西南面1.6公里的夸特梅因山脈西部，由新西蘭地理委員會命名，現時由南極條約體系管理。